# 김성이
김성이(金聖二, 1946년 12월 5일, 평안북도 신의주 ~)는 대한민국의 정무직공무원이자 예비역 대한민국 육군 중위이며, 2008년 3월 13일부터 2008년 8월 6일까지 제46대 보건복지가족부 장관을 지냈다.

## 학력
- 경기고등학교 졸업
- 서울대학교 사회사업학 학사
- 서울대학교 대학원 사회사업학 석사
- 유타 주립 대학교 대학원 사회사업학 박사

## 경력
- 1979년 3월 ~ 1986년 2월 성심여대 사회사업학과 교수
- 1986년 ~ 2008년 이화여대 사회복지학과, 사회복지전문대학원 교수
- 1996년 ~ 1998년 한국청소년학회 회장
- 1999년 ~ 2000년 한국사회복지학회 회장
- 2000년 ~ 2002년 국무총리실 청소년보호위원회 위원장
- 2000년 한국복지문화학회 회장
- 2003년 3월 ~ 2005년 1월 한국사회복지교육협의회 회장
- 2005년 4월 ~ 2007년 10월 한국사회복지사협회 회장
- 2008년 3월 ~ 2008년 8월 보건복지부 장관
- 2009년 4월 ~ 2013년 10월 사행산업통합감독위원회 위원장
- 2012년 ~ 이화여자대학교 사회복지대학원 명예교수
- 2014년 ~ 2015년 한국청소년연맹 부총재
- 2014년 ~ 2015년 자광재단 이사장
- 2015년 8월 ~ 2018년 2월 한국관광대학교 총장
- 한국보호관찰학회 고문
- 사단법인 대한노인회 고문
- (재)대한민국역사와미래 지혜의 숲 100인 포럼 정책위원
- 자광복지재단 이사장
- 2023년 1월 ~ : 제34대 한국사회복지협의회 회장

| 전임 (보건복지부 장관)변재진 | 초대 보건복지가족부 장관 2008년 3월 13일 ~ 2008년 8월 6일 | 후임 전재희 |